# Censo General del Patrimonio Cultural de Aragón

El Censo General del Patrimonio Cultural de Aragón lo conforman los bienes declarados de interés cultural, los catalogados, los inventariados y además todos aquellos otros bienes materiales e inmateriales relacionados con la historia y la cultura de Aragón que presenten interés antropológico, antrópico, histórico, artístico, arquitectónico, mobiliario, arqueológico, paleontológico, etnológico, científico, lingüístico, documental, cinematográfico, bibliográfico o técnico, hayan sido o no descubiertos y tanto si se encuentran en la superficie como en el subsuelo o bajo la superficie de las aguas que, sin estar incluidos entre los anteriores, merezcan ser conservados, con el fin de aportar una especial protección a esos bienes del patrimonio de su competencia.

## Antecedentes
El Estatuto de Autonomía para Aragón, de 2007 establece como algunos de los objetivos principales que: 

Artículo 13. Derechos y deberes en relación con la cultura.

- 1. Todas las personas tienen derecho a acceder, en condiciones de igualdad, a la cultura, al desarrollo de sus capacidades creativas y al disfrute del patrimonio cultural.
- 2. Todas las personas y los poderes públicos aragoneses tienen el deber de respetar el patrimonio cultural y colaborar en su conservación y disfrute».

Artículo 22. Patrimonio cultural.

- 1. Los poderes públicos aragoneses promoverán la conservación, conocimiento y difusión del patrimonio cultural, histórico y artístico de Aragón, su recuperación y enriquecimiento.
- 2. En particular, los poderes públicos aragoneses desarrollarán las actuaciones necesarias para hacer realidad el regreso a Aragón de todos los bienes integrantes de su patrimonio cultural, histórico y artístico que se encuentran fuera de su territorio.

En el artículo 71.45ª se atribuyen a la Aragón las competencias exclusivas sobre  el Patrimonio cultural, histórico, artístico, monumental, arqueológico, arquitectónico, científico y cualquier otro de interés para la Comunidad Autónoma, en especial las políticas necesarias encaminadas a recuperar el patrimonio aragonés que se encuentre ubicado fuera del territorio de Aragón . Esto confirma la situación existente con anterioridad, ya que estas competencias habían sido transferidas con anterioridad por el Gobierno Central.

## Ley 3/1999 de Patrimonio Cultural Aragonés
El 29 de marzo de 1999 se publicó en el Boletín Oficial de Aragón la ley 3/1999 de LEY 3/1999, de 10 de marzo, del Patrimonio Cultural Aragonés que trata de establecer una regulación precisa sobre el patrimonio cultural aragonés estableciendo una serie calificaciones sobre los bienes integrantes del patrimonio cultural en función de su importancia y de su singularidad, para de este modo tratar de preservarlo. Para ello se creó el Censo General del Patrimonio Cultural de Aragón, como instrumento básico de protección. 

El Censo General del Patrimonio Cultural de Aragón lo conforman los bienes declarados de interés cultural, los catalogados, los inventariados y todos aquellos otros bienes materiales e inmateriales relacionados con la historia y la cultura de Aragón que presenten interés antropológico, antrópico, histórico, artístico, arquitectónico, mobiliario, arqueológico, paleontológico, etnológico, científico, lingüístico, documental, cinematográfico, bibliográfico o técnico, hayan sido o no descubiertos y tanto si se encuentran en la superficie como en el subsuelo o bajo la superficie de las aguas que, sin estar incluidos entre los anteriores, merezcan ser conservados.

## Procedimiento de inclusión en el Censo
Para la inclusión de un bien en el Censo General del Patrimonio Cultural de Aragón se requiere la tramitación de un expediente previo realizado por el Departamento responsable de Patrimonio Cultural, al que hay que aplicar las normas generales del procedimiento administrativo. Para los ya declarados de interés cultural (BIC), los catalogados (BC) y los inventariados (BI), no hay que realizarlo, ya que por su condición, ya forman parte del Censo General del Patrimonio Cultural de Aragón, Es decir, un bien puede formar parte del Censo, sin haber sido previamente calificado como (BIC), (BC) o (BI). La inclusión de un bien, puede ser en forma de bien único o de colección. Corresponde al Director responsable de Patrimonio Cultural la inclusión de los bienes en el Censo General del Patrimonio Cultural de Aragón. El director general responsable de Patrimonio Cultural comunicará a la Administración general del Estado las inclusiones en el Censo General del Patrimonio Cultural Aragonés, a efectos de su inclusión en el Registro General de Bienes de Interés Cultural.

## Bienes incluidos en el Censo
El Censo se organiza en tres grandes grupos de bienes: Bienes de Interés Cultural (BIC), Bienes Catalogados (BC) y Bienes Inventariados (BI).

### Bienes de Interés Cultural(BIC)
Se denomina Bien de Interés Cultural del patrimonio cultural aragonés según indica la definición del artículo 12 de la ley 3/1999 de 10 de marzo del Patrimonio Cultural Aragonés, a los bienes integrantes del Patrimonio Cultural Aragonés que, por su significación e importancia, cumplen las condiciones propias de los Bienes de Interés Cultural y que serán incluidos de forma expresa en el Registro Aragonés de Bienes de Interés Cultural y forman parte del Censo General del Patrimonio Cultural Aragonés.

#### Bienes inmuebles
Los bienes inmuebles se clasifican como:
- Monumento: la construcción u obra producto de la actividad humana, de relevante interés histórico, arquitectónico, arqueológico, artístico, etnográfico, científico o técnico, con inclusión de los muebles, instalaciones y accesorios que expresamente se señalen como parte integrante del mismo. Codificado con el 51 en la normativa estatal.

- Conjunto de Interés Cultural, que comprende las siguientes figuras:

- Conjunto Histórico:  la agrupación continua o dispersa de bienes inmuebles, que es representativa de la evolución de una comunidad humana por ser testimonio de su cultura o de su historia, que se constituye en una unidad coherente y delimitable con entidad propia, aunque cada elemento por separado no posea valores relevantes. Codificado con el 53 en la normativa estatal.
- Jardín histórico:  el espacio delimitado que resulta de la intervención del ser humano sobre los elementos naturales, ordenándolos, a veces complementándolos con arquitectura y escultura u otras manufacturas, siempre que posea un origen, pasado histórico, valores estéticos, botánicos o pedagógicos dignos de salvaguarda y conservación. Codificado con el 52 en la normativa estatal.
- Sitio histórico:  el lugar o paraje natural vinculado a acontecimientos o recuerdos del pasado, creaciones humanas o de la naturaleza, que posean valores históricos o de singularidad natural o cultural. Codificado con el 54 en la normativa estatal.
- Zona paleontológica:  el lugar en que hay vestigios, fosilizados o no, que constituyan una unidad coherente y con entidad representativa propia. No aparece como tal en la normativa estatal.
- Zona arqueológica:  el lugar o paraje donde existen bienes muebles o inmuebles susceptibles de ser estudiados con metodología arqueológica, hayan sido extraídos o no, tanto si se encuentra en la superficie, en el subsuelo o bajo la superficie de las aguas. Codificado con el 55 en la normativa estatal.
- Lugar de interés etnográfico:  aquel paraje natural, conjunto de construcciones o instalaciones vinculadas a formas de vida, cultura y actividades tradicionales del pueblo aragonés, aunque no posean particulares valores estéticos ni históricos propios. En la normativa estatal aparece una figura asimilable llamada Lugar de interés etnológico.

#### Bienes muebles
También los bienes muebles de Interés Cultural pueden serlo de forma singular o como colección.

#### Bienes Inmateriales
También los bienes inmateriales, entre ellos, las actividades tradicionales que contengan especiales elementos constitutivos del patrimonio etnológico de Aragón podrán ser declarados Bienes de Interés Cultural.

#### Listados de Bienes de interés cultural de Aragón
- Anexo:Bienes de interés cultural de Aragón
- Anexo:Bienes de interés cultural de la provincia de Huesca
- Anexo:Bienes de interés cultural de la provincia de Teruel
- Anexo:Bienes de interés cultural de la provincia de Zaragoza

### Bienes Catalogados(BC)
Los Bienes catalogados (BC) son el segundo escalón en importancia dentro de los bienes culturales protegidos del patrimonio cultural aragonés y forman parte de éste. Se inscriben en el Censo General. En el título primero, capítulo III, artículos 24 a 26 de la ley 3/1999 de 10 de marzo del Patrimonio Cultural Aragonés se habla del procedimiento, monumentos de interés local y de la constitución del Catálogo del Patrimonio Cultural Aragonés donde deben incluirse los bienes de esta categoría.

#### Listados de bienes catalogados de Aragón
- Anexo:Bienes catalogados de la provincia de Huesca
- Anexo:Bienes catalogados de la provincia de Teruel
- Anexo:Bienes catalogados de la provincia de Zaragoza

### Bienes Inventariados(BI)
Los Bienes Inventariados, (BI) son el tercer escalón en importancia dentro de los bienes culturales protegidos del patrimonio cultural aragonés, pero también forman parte de éste, y también son inscritos en el Censo General.
Se dan de alta en el Inventario del Patrimonio Cultural Aragonés.

## Normativa sobre Patrimonio Cultural
La normativa autonómica aplicable en materia de protección del Patrimonio cultural  en Aragón es:
- Estatuto de Autonomía de Aragón.
- Ley 6/1986 de Archivos de Aragón.
- Ley 7/1986 de Museos de Aragón.
- Ley 8/1986 de Bibliotecas de Aragón.
- Decreto 56/1987 de Desarrollo Parcial de la Ley de Museos de Aragón.
- Decreto 6/1990 de Régimen de autorizaciones para la realización de actividades arqueológicas y paleontológicas de Aragón.
- Ley 12/1997 de Parques Culturales de Aragón.
- Decreto 223/1998 de Desarrollo parcial de la Ley 12/1997 de Parques Culturales de Aragón.
- Ley 6/1998 de Espacios Naturales Protegidos de Aragón.
- Ley 3/1999 de Patrimonio Cultural Aragonés que establece las características de los bienes de interés cultural, de los bienes catalogados del patrimonio cultural aragonés y de los bienes inventariados del patrimonio cultural aragonés.[4]
- Decreto 300/2002 de Regulación de las Comisiones Provinciales del Patrimonio Cultural Aragonés.
- Decreto 134/2005 de Modificación del Decreto 300/2002 de Regulación las Comisiones Provinciales de Patrimonio Cultural Aragonés.
- Decreto 8/2009 por el que se crea la Comisión Aragonesa para la conmemoración del año Jacobeo 2010.
- Ley 10/2009, de 22 de diciembre, de uso, protección y promoción de las lenguas propias de Aragón.
- Ley de Lenguas de Aragón (2013).

## Sistema de Información de Patrimonio Cultural Aragonés
Para una mayor difusión del patrimonio cultural de Aragón, el Gobierno de Aragón, promovió la creación de un servicio en línea, conocido como SIPCA, que tiene una base de datos con muchos de los bienes componentes del Censo en actualización continua.